# Lorica hamata

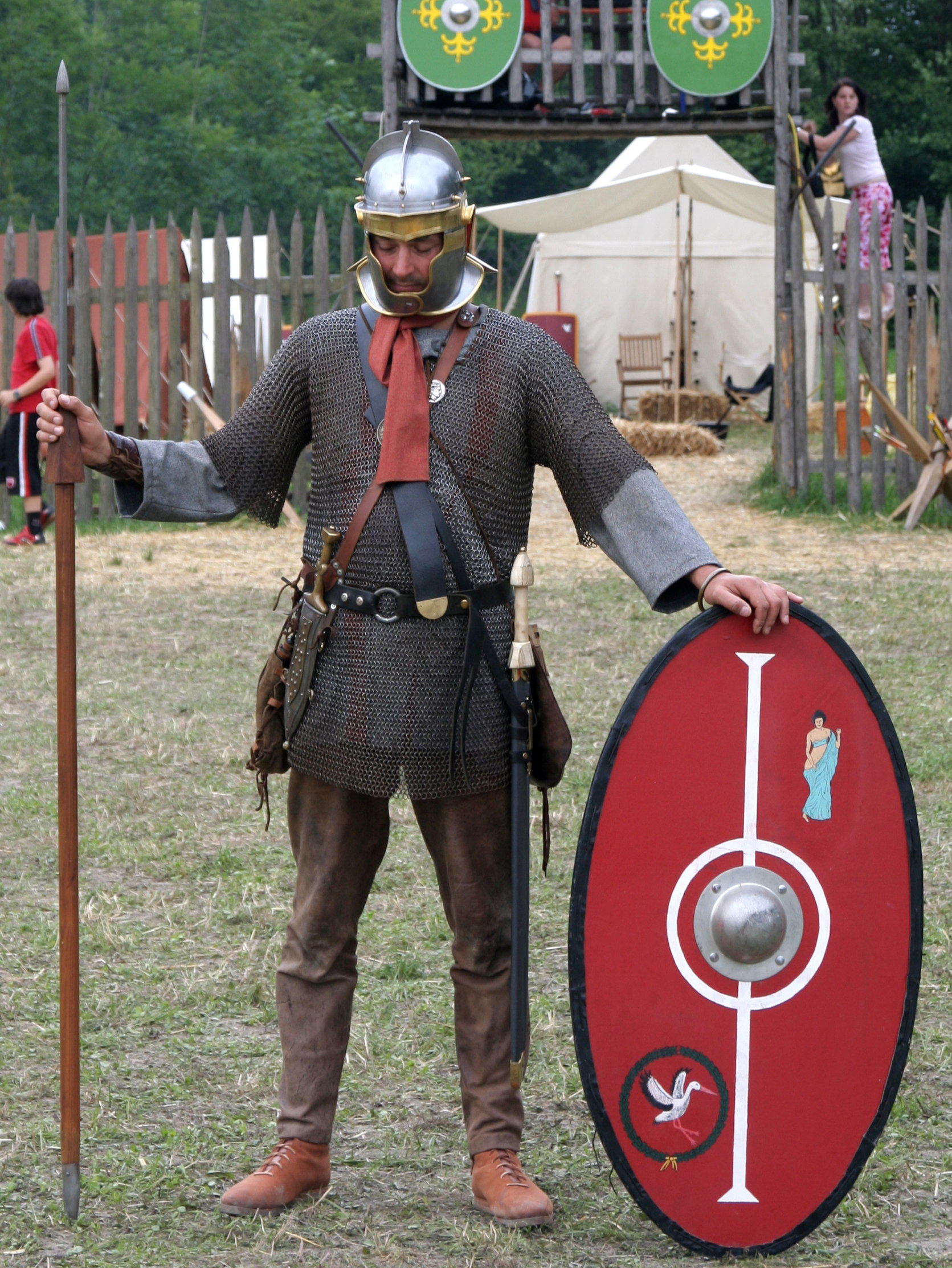
Representação de um legionário romano utilizando uma lorica hamata do começo de segundo século antes de Cristo.

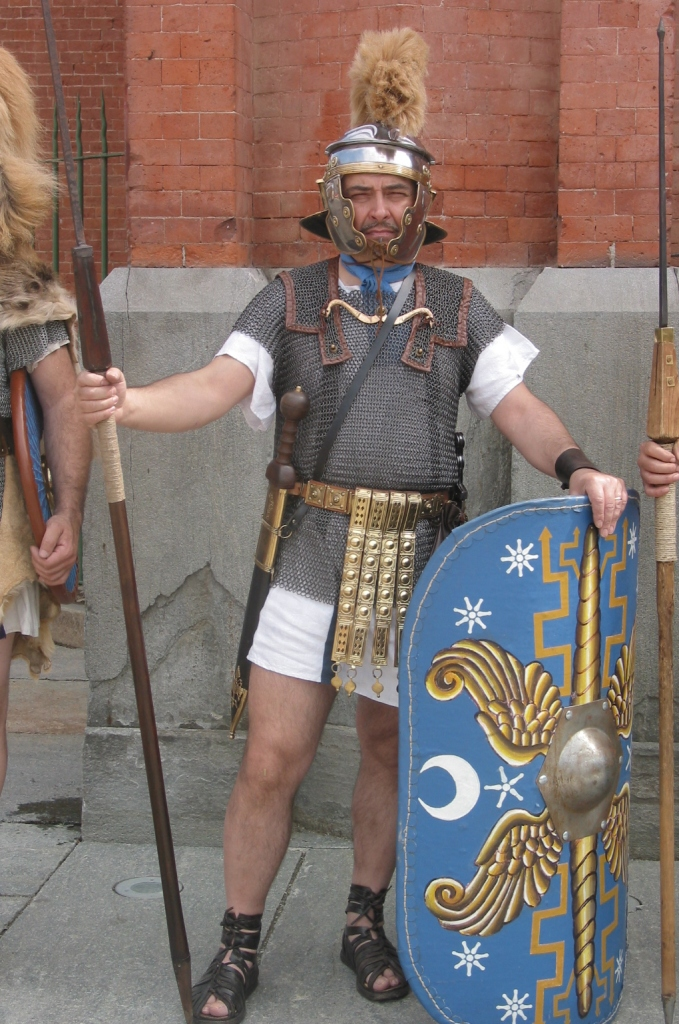
Dramatização de um oficial romano com a armadura.

A lorica hamata é um tipo de armadura de malha utilizada por soldados das legiões da Roma Antiga, especialmente durante o período Republicano e o começo do Imperial. O nome lorica hamata vem do latim "hamatus" ("enganchado").
Era usado por legionários romanos e tropas auxiliares (auxilia) e eram, principalmente, produzidas utilizando bronze ou ferro. Ele consistia em fileiras alternadas de anéis fechados como arruelas perfuradas a partir de chapas de ferro e fileiras de anéis rebitados feitos de arame trefilado que corriam horizontalmente, produzindo flexibilidade, confiança e resistência. Uma Lorica Hamata padrão podia pesar por volta de 11kg, embora dependesse do design e dos materiais usados na confectura.
Os romanos podem ter adquirido o conhecimento para fabricar armaduras de cota de malha após conflitos com os celtas, no século III antes de Cristo, embora seu primeiro uso documentado tenha acontecido no período da conquista romana da Península Ibérica (218-201 a.C.). Houve vários tipos desta armadura, para diferentes tipos de soldado, como escaramuçadores, cavalaria e lanceiros.
Entre os séculos I e II da era Cristã, a lorica hamata começou a ser substituída pela lorica segmentata, mas nunca foi completamente abandonada, sendo utilizada por tropas auxiliares e algumas unidades de legionários.